# Ondine (ator)
Robert Olivo, mais conhecido como Ondine (16 de junho de 1937 - 28 de abril de 1989) foi um ator estadounidense. É mais conhecido por aparecer numa série de filmes realizados por Andy Warhol em meados da década de sessenta, que ele alegava ter conhecido em uma orgia.
Eu estava em uma orgia, e ele [Warhol] era, ah, essa grande presença no fundo da sala. E essa orgia foi organizada por um amigo meu, e, então, eu disse pra essa pessoa 'Você se importaria de expulsar essa coisa [Warhol] pra fora daqui?'. E aquela coisa foi expulsa, e quando ele voltou para mim na outra vez, ele me disse 'Ninguém nunca me expulsou de uma festa.' Ele disse, 'Você sabe? Você não sabe quem eu sou?' E eu disse 'Bem, eu não estou nem aí para quem você é. Você simplesmente não estava lá. Você não estava envolvido..
Ondine também apareceu em filmes feito por seu amante, Roger Jacoby, Dream Sphinx Opera, L'Amico Fried's Glamorous Friends e Kunst Life.
Ondine morreu em 1989, com cinquenta e dois anos de idade.

## Filmografia
- Batman Dracula (1964)
- Afternoon (1965)
- Restaurant (1965)
- Vinyl (1965)
- Horse (1965)
- Chelsea Girls (1966)
- ****, aka Four Stars (1967)
- The Loves of Ondine (1967)
- Dream Sphinx Opera (1972)
- Sugar Cookies (1973)[2]
- Silent Night, Bloody Night (1974)[2]
- Kunst Life (1975)
- L'Amico Fried's Glamorous Friends (1976)